# 金澤韻
金澤 韻（かなざわ こだま、1973年 - ）は、日本のキュレーター。京都芸術大学大学院芸術研究科准教授。

## 概要
神奈川県出身。1996年、上智大学文学部国文学科近代文学専攻卒業。卒業論文は夏目漱石の「草枕」。
1998年、東京藝術大学大学院美術学研究科修士課程修了。大学院では漫画を研究。
熊本市現代美術館（2001 - 2005）、川崎市市民ミュージアム（2005 - 2013）の学芸員として勤務。
2015年、英国王立芸術大学院大学（RCA）現代美術キュレーティングコース修了。
2017年4月から2020年3月まで十和田市現代美術館の学芸統括としても活動。
増井辰一郎との２人からなるアート・コンサルティングファーム、コダマシーンを2018年に設立。
東京駅前の高層ビル「常盤橋タワー」にコダマシーンがキュレーションおよびディレクションしたパブリック・アートを設置。

## 企画
- 「横山裕一　わたしは時間を描いている：ネオ漫画の全記録」（2010年、川崎市市民ミュージアム）
- 「How to Make Manga Collection and Exhibition: コレクション展」（2010年、川崎市市民ミュージアム）
- 「パパは漫画家−岡本太郎から見た父・一平」（2011年、川崎市市民ミュージアム）
- 「ラク描キセヨ－クリエイティヴユニット トーチカの軌跡」（2012年、川崎市市民ミュージアム）
- 「ナインホール：佐藤雅晴展」（2013年、川崎市市民ミュージアム）
- 「セカイがハンテンし、テイク」（2013年、川崎市市民ミュージアム）
- 「ラファエル・ローゼンダール：ジェネロシティ　寛容さの美学」（2018年、十和田市現代美術館）
- 「毛利悠子：ただし抵抗はあるものとする」（2018年、十和田市現代美術館）[9]